# 奥伊瑟塔尔
奥伊瑟塔尔是德国莱茵兰-普法尔茨州的一个市镇。总面积12.52平方公里，总人口897人，其中男性437人，女性460人（2011年12月31日），人口密度72人/平方公里。